# Festuca reclinata
Festuca reclinata är en gräsart som beskrevs av Jason Richard Swallen. Festuca reclinata ingår i släktet svinglar, och familjen gräs.
Artens utbredningsområde är Colombia. Inga underarter finns listade i Catalogue of Life.